# FBP2
FBP2 (англ. Fructose-bisphosphatase 2) – білок, який кодується однойменним геном, розташованим у людей на 9-й хромосомі. Довжина поліпептидного ланцюга білка становить 339 амінокислот, а молекулярна маса — 36 743.
| 10         |  | 20         |  | 30         |  | 40         |  | 50         |
| ---------- |  | ---------- |  | ---------- |  | ---------- |  | ---------- |
| MTDRSPFETD |  | MLTLTRYVME |  | KGRQAKGTGE |  | LTQLLNSMLT |  | AIKAISSAVR |
| KAGLAHLYGI |  | AGSVNVTGDE |  | VKKLDVLSNS |  | LVINMVQSSY |  | STCVLVSEEN |
| KDAIITAKEK |  | RGKYVVCFDP |  | LDGSSNIDCL |  | ASIGTIFAIY |  | RKTSEDEPSE |
| KDALQCGRNI |  | VAAGYALYGS |  | ATLVALSTGQ |  | GVDLFMLDPA |  | LGEFVLVEKD |
| VKIKKKGKIY |  | SLNEGYAKYF |  | DAATTEYVQK |  | KKFPEDGSAP |  | YGARYVGSMV |
| ADVHRTLVYG |  | GIFLYPANQK |  | SPKGKLRLLY |  | ECNPVAYIIE |  | QAGGLATTGT |
| QPVLDVKPEA |  | IHQRVPLILG |  | SPEDVQEYLT |  | CVQKNQAGS  |  |            |

A: Аланін

C: Цистеїн

D: Аспарагінова кислота

E: Глутамінова кислота

F: Фенілаланін

G: Гліцин

H: Гістидин

I: Ізолейцин

K: Лізин

L: Лейцин

M: Метіонін

N: Аспарагін

P: Пролін

Q: Глутамін

R: Аргінін

S: Серин

T: Треонін

V: Валін

Кодований геном білок за функціями належить до гідролаз, фосфопротеїнів. 
Задіяний у таких біологічних процесах, як глюконеогенез, вуглеводний обмін. 
Білок має сайт для зв'язування з іонами металів, іоном кальцію, іоном магнію. 
Локалізований у цитоплазмі, ядрі, клітинних контактах.